# Focunats
Els focunats eren un antic poble alpí. Són esmentats com a «Focunates» per Plini el Vell (segle I).
Els focunats vivien a l'oest de Veldidena (l'actual Wilten, Innsbruck), a Rècia. El seu territori estava situat al sud dels genauns, al nord dels venostes, a l'oest dels breunes, a l'est dels vènnons i calucons.
Els focunats van ser sotmesos a Roma en el context de les campanyes de conquesta d'August de Rècia i l'arc alpí, dutes a terme pels seus generals Drus el Vell i Tiberi (el futur emperador) contra els pobles alpins entre el 16 i el 15 aC.
El nom dels focunats es recorda en vuitena posició al Trofeu dels Alps (Tropaeum Alpium), un monument romà erigit entre el 7 i el 6 aC per celebrar la subjugació de les poblacions alpines i situat prop de la ciutat francesa de La Túrbia:
| «                                      | (llatí) GENTES ALPINAE DEVICTAE […] · ISARCI · BREUNI · GENAUNES · FOCUNATES [...]. | (català) Pobles alpins subjugats: […] · Isarcs · Breunes · Genauns · Focunats [...]. | » |
| — Trofeu dels Alps, Inscripció frontal |                                                                                     |                                                                                      |   |